# Mohamed Ali Nafti
Mohamed Ali Nafti (arabe : محمد على النفطي), né le 19 mai 1959 à Bizerte, est un diplomate et homme politique tunisien.
Il est secrétaire d'État auprès du ministre des Affaires étrangères, de la Migration et des Tunisiens à l'étranger de septembre 2020 à juillet 2021 puis ministre depuis août 2024.

## Biographie
Après avoir obtenu en 1982 une maîtrise combinée de langues, spécialité économie et organisations internationales de l'Institut supérieur Bourguiba des langues vivantes, il intègre le ministère des Affaires étrangères.
De 1988 à 1994, il est premier secrétaire auprès de l'ambassade de Tunisie en Arabie saoudite chargé de la communication, des affaires culturelles et de la coopération avec l'Organisation de la conférence islamique. De 1996 à 2002, Nafti occupe le poste de conseiller à l'ambassade de Tunisie en Grèce.
Il est ensuite ministre plénipotentiaire auprès de l'ambassade de Tunisie en Espagne, de 2005 à 2010, puis exerce en tant qu'attaché au sein du département diplomatique de la présidence de la République de 2010 à 2011.
De 2011 à 2012, il occupe le poste de directeur de la communication au sein du ministère des Affaires étrangères, puis devient ambassadeur en Corée du Sud jusqu'en 2017, lorsqu'il revient au pays pour occuper le poste de directeur général des affaires consulaires.
Durant sa carrière, il a pris part à plusieurs réunions et conférences internationales et a également présidé des délégations tunisiennes lors de commissions bilatérales mixtes, notamment dans les domaines consulaires et de migrations.
Le 2 septembre 2020, il est nommé secrétaire d'État auprès du ministre des Affaires étrangères, de la Migration et des Tunisiens à l'étranger dans le gouvernement de Hichem Mechichi.
Le 30 juillet 2021, il est limogé par le président Kaïs Saïed.
En octobre 2023, il est nommé ministre plénipotentiaire hors classe, et chargé des fonctions de directeur général de la cellule centrale de gouvernance au ministère des Affaires étrangères.
Il est marié et père de deux filles.